# Helenelund, Närpes
Helenelund (-lúnd) (även kallad Tuölbackan), gårdsgrupp i Töjby i Närpes stad, samt en del av Harrström i Korsnäs kommun, Österbotten.
Gårdsgruppen ligger på gränsen mellan Korsnäs och Närpes, således kan man betrakta halva byn som en del av Närpes, och andra halvan som en del av Korsnäs. Den klassiska partybussen Tuöl by Night som ofta cirkulerade i södra Österbotten på 1970-talet, användes av Helenelunds ungdomar och är vida känd ännu i dessa dagar.